# Florian Stetter
Florian Stetter (Monaco di Baviera, 2 agosto 1977) è un attore cinematografico tedesco.

## Biografia
Nel 2000 ha esordito nel cinema nella produzione franco-svizzero-tedesca L'amour, l'argent, l'amour di Philip Gröning; ha recitato poi, tra gli altri, in I ragazzi del Reich e La rosa bianca - Sophie Scholl.
Nel 2010 ha interpretato il ruolo dell'alpinista altoatesino Reinhold Messner nel film Nanga Parbat, vincitore del premio del pubblico al Trento Film Festival 2010.

## Filmografia parziale
- I ragazzi del Reich (Napola - Elite für den Führer), regia di Dennis Gansel (2004)
- La Rosa Bianca - Sophie Scholl (Sophie Scholl - Die letzten Tage), regia di Marc Rothemund (2005)
- Sea Wolf - Il lupo di mare (Der Seewolf), regia di Christoph Schrewe - film TV (2008)
- Nanga Parbat (film), regia di Joseph Vilsmaier (2010)
- Kreuzweg - Le stazioni della fede (Kreuzweg), regia di Dietrich Brüggemann (2014)
- Naked Among Wolves - Il bambino nella valigia film (2015)
- Weissensee - serie TV, 6 episodi (2015-2018)